# Cupferonă
Cupferona este sarea de amoniu a bazei conjugate derivate de la N-nitrozo-N-fenilhidroxilamină, uzual abreviată CU−. A fost unul dintre cei mai comuni reactivi pentru complexarea ionilor metalici, cu aplicabilitate în analiza calitativă anorganică. Formula sa chimică este NH4[C6H5N(O)NO].

## Obținere
Cupferona se obține din fenilhidroxilamină și o sursă de ioni nitrozil, NO+:
{\displaystyle {\ce {C6H5NHOH + C4H9ONO + NH3 -> NH4[C6H5N(O)NO] + C4H9OH}}}

## Proprietăți
Fiind un ligand bidentat mono-anionic, CU− complexează cationi metalici, în mod analog cu reacția produsă de acetilacetonat (acac). Legarea de cationii metalici are loc prin intermediul a doi atomi de oxigen, cu formarea unui compus e tip chelat. Cele mai ilustrative exemple de complecși includ Cu(CU)2, Fe(CU)3, și Zr(CU)4.

Structura complexului cupferonă ferică, Fe(CU)_{3}